# Pötréte
Pötréte is een plaats (község) en gemeente in het Hongaarse comitaat Zala. Pötréte telt 308 inwoners (2001).